# Gonaxia bulbifera
Gonaxia bulbifera är en nässeldjursart som beskrevs av Vervoort 1993. Gonaxia bulbifera ingår i släktet Gonaxia och familjen Sertulariidae. Inga underarter finns listade i Catalogue of Life.